# Liste teilstaatlicher Vorschriftensammlungen
Die Liste teilstaatlicher Vorschriftensammlungen erfasst fortlaufende Gesetz- und Amtsblätter sowie konsolidierende Sammlungen von Rechts- und Verwaltungsvorschriften auf teilstaatlicher Ebene.

## Deutschland
| Teileinheit               | Gebiet | Titel | Laufzeit                  | Link                                         |
| ------------------------- | ------ | --- | ------------------------- | -------------------------------------------- |
| Baden-Württemberg         | DE-BW  | Landesrecht BW Gesetzblatt für Baden-Württemberg (GBl) | 1952–                     | juris                                        |
| Württemberg-Baden         | DE-BW  | Regierungsblatt der Regierung Württemberg-Baden | 1946–1952                 |                                              |
| Baden                     | DE-BW  | Badische Gesetz- und Verordnungsblätter | 1803–1952                 | BLB                                          |
| Württemberg-Hohenzollern  | DE-BW  | Regierungsblatt für das Land Württemberg-Hohenzollern | 1947–1952                 |                                              |
| Württemberg               | DE-BW  | Regierungsblatt für Württemberg | 1806–1944                 | BSB/SBB                                      |
| Bayern                    | DE-BY  | Bayern.Recht Bayerisches Gesetz- und Verordnungsblatt (GVBl) Regierungsblatt für das Königreich Bayern                                                               | 1874– 1806/26–1873        | juris Staatskanzlei BSB                      |
| Berlin                    | DE-BE  | Berliner Vorschrifteninformationssystem Gesetz- und Verordnungsblatt für Berlin (GVBl)                                                                               | 1945–                     | juris Hauptstadtportal                       |
| Preußen                   | DE-BE  | Preußische Gesetzsammlung (PrGS) | 1810–1945                 | BSB/SBB                                      |
| Brandenburg               | DE-BB  | BRAVORS Gesetz- und Verordnungsblatt für das Land Brandenburg (GVBl) Gesetz- und Verordnungsblatt des Landes Brandenburg                                             | 1990– 1945–1952           | Landesregierung                              |
| Bremen                    | DE-HB  | Gesetzesportal Bremen Gesetzblatt der Freien Hansestadt Bremen (BremGBl) Amtsblatt der Freien Hansestadt Bremen (BremABl)                                            | 1849– 1965–               | Beck WFB/BSB/SBB WFB                         |
| Hamburg                   | DE-HH  | Landesrecht online Hamburgisches Gesetz- und Verordnungsblatt (HmbGVBl) Gesetzsammlung der Freien und Hansestadt Hamburg Amtsblatt der Freien und Hansestadt Hamburg | 1921– 1866–1920 1887–1920 | Justizbehörde Lütcke & Wulff BSB/SBB         |
| Hessen                    | DE-HE  | Hessenrecht Gesetz- und Verordnungsblatt (GVBl) Staatsanzeiger für das Land Hessen                                                                                   | 1946–                     | Bürgerservice Hessenrecht Hessischer Landtag |
| Hessen                    | DE-HE  | Hessisches Regierungsblatt | 1819–1944                 | Hessischer Landtag                           |
| Kurhessen                 | DE-HE  | Sammlung von Gesetzen, Verordnungen, Ausschreiben und anderen allgemeinen Verfügungen für Kurhessen                                                                  | 1813–1866                 | BSB                                          |
| Nassau                    | DE-HE  | Verordnungsblatt des Herzogtums Nassau | 1809–1866                 | BSB/SBB                                      |
| Waldeck-Pyrmont           | DE-HE  | Fürstlich-Waldeckisches Regierungsblatt | 1811–1918                 | BSB/SBB                                      |
| Mecklenburg-Vorpommern    | DE-MV  | Landesrechts-Informationssystem Gesetz- und Verordnungsblatt für Mecklenburg-Vorpommern (GVOBl M-V)                                                                  | 1990–                     | juris                                        |
| Mecklenburg-Schwerin      | DE-MV  | Regierungs-Blatt für Mecklenburg-Schwerin | 1850–1933/52              | BSB                                          |
| Mecklenburg-Strelitz      | DE-MV  | Mecklenburg-Strelitzscher Anzeiger | 1838–1933?                | BSB                                          |
| Niedersachsen             | DE-NI  | NI-VORIS Niedersächsisches Gesetz- und Verordnungsblatt (NdsGVBl) Niedersächsisches Ministerialblatt (NdsMBl)                                                        | 1947– 1951–               | Wolters Kluwer Staatskanzlei                 |
| Braunschweig              | DE-NI  | Gesetz- und Verordnungssammlung für die Braunschweigischen Lande | 1814–1945                 | BSB/TU BS                                    |
| Hannover                  | DE-NI  | Sammlung der Gesetze, Verordnungen und Ausschreiben für das Königreich Hannover                                                                                      | 1818–1866                 | BSB                                          |
| Oldenburg                 | DE-NI  | Gesetzblatt für Oldenburg | 1813–1946                 | BSB                                          |
| Schaumburg-Lippe          | DE-NI  | Schaumburg-Lippische Landesverordnungen | 1804–1938?                | BSB/SBB                                      |
| Nordrhein-Westfalen       | DE-NW  | Geltende Gesetze und Verordnungen (SGV NRW) Gesetz- und Verordnungsblatt (GV NRW) Ministerialblatt (MBl NRW) / Geltende Erlasse (SMBl NRW)                           | 1947– 1948–               | recht.nrw.de                                 |
| Lippe                     | DE-NW  | Gesetz-Sammlung für Lippe | 1843–1947                 | SBB; Westfäl.Geschichte                      |
| Rheinland-Pfalz           | DE-RP  | Landesrecht online Gesetz- und Verordnungsblatt für das Land Rheinland-Pfalz (GVBl)                                                                                  | 1947–                     | juris                                        |
| Saarland                  | DE-SL  | Landesrecht Amtsblatt des Saarlandes (Amtsbl) | 1945–                     | juris ; Univ.d.Saarl.                        |
| Sachsen                   | DE-SN  | REVOSax Sächsisches Gesetz- und Verordnungsblatt (SächsGVBl) Sächsisches Amtsblatt (SächsABl) Gesetz- und Verordnungsblatt                                           | 1990– 1832–1920/52        | Staatskanzlei SDV BSB/SLuB                   |
| Sachsen-Anhalt            | DE-ST  | Vorschrifteninformationssystem (VIS.LSA) Gesetz- und Verordnungsblatt für das Land Sachsen-Anhalt (GVBl LSA) Gesetzblatt des Landes Sachsen-Anhalt                   | 1990– 1945–52             | juris                                        |
| Anhalt                    | DE-ST  | Gesetzsammlung für das Herzogthum Anhalt | 1863–1918                 | BSB                                          |
| Schleswig-Holstein        | DE-SH  | Landesrecht Schleswig-Holstein Gesetz- und Verordnungsblatt (GVOBl Schl-H)                                                                                           | 1947–                     | juris LIS-SH Landesportal                    |
| Lübeck                    | DE-SH  | Sammlung der lübeckischen Gesetze und Verordnungen | 1813–1928                 | BSB                                          |
| Thüringen                 | DE-TH  | Landesrecht Thüringen Gesetz- und Verordnungsblatt (GVBl) Gesetzsammlung für Thüringen; Regierungsblatt für das Land Thüringen                                       | 1990– 1920–1952           | juris Thüringer Landtag ThULB/Staatsarchive  |
| Sachsen-Weimar-Eisenach   | DE-TH  | Regierungsblatt für Sachsen-Weimar-Eisenach | 1837–1921                 | ThULB/Staatsarchive                          |
| Sachsen-Coburg und Gotha  | DE-TH  | Gesetz-Sammlung für das Herzogtum Coburg; Gesetzsammlung für das Herzogthum Gotha                                                                                    | 1827/40–1921              | ThULB/Staatsarchive                          |
| Sachsen-Meiningen         | DE-TH  | Sammlung der landesherrlichen Verordnungen im Herzogthum Sachsen-Meiningen                                                                                           | 1822–1921                 | ThULB/Staatsarchive                          |
| Sachsen-Altenburg         | DE-TH  | Gesetz-Sammlung für das Herzogthum Sachsen-Altenburg | 1821–1922                 | ThULB/Staatsarchive                          |
| Schwarzburg-Rudolstadt    | DE-TH  | Gesetzsammlung für das Fürstenthum Schwarzburg-Rudolstadt | 1840–1922                 | ThULB/Staatsarchive                          |
| Schwarzburg-Sondershausen | DE-TH  | Gesetzsammlung für das Fürstenthum Schwarzburg-Sondershausen | 1837–1922                 | ThULB/Staatsarchive                          |
| Reuß ä.L.                 | DE-TH  | Gesetzsammlung für das Fürstenthum Reuß Älterer Linie | 1852–1922                 | ThULB/Staatsarchive                          |
| Reuß j.L.                 | DE-TH  | Gesetzsammlung für das Fürstenthum Reuss Jüngerer Linie | 1821–1922                 | ThULB/Staatsarchive                          |

Siehe auch Parlamentsspiegel; Recht für Deutschland

## Österreich
Siehe RIS Landesrecht

## Schweiz
| Kanton                 | Kürzel | Titel | Link                   |
| ---------------------- | ------ | --- | ---------------------- |
| Aargau                 | CH-AG  | Systematische Sammlung des aargauischen Rechts Aargauische Gesetzessammlung 1960– Amtsblatt des Kantons Aargau 1838–                  | SAR AGS ABl            |
| Appenzell Ausserrhoden | CH-AR  | Gesetzessammlung des Kantons Appenzell A.Rh. Amtsblatt des Kantons Appenzell Ausserrhoden                                             | bGS ABl.               |
| Appenzell Innerrhoden  | CH-AI  | Gesetzessammlung Kanton Appenzell I.Rh.                                                                                               | GS                     |
| Basel-Landschaft       | CH-BL  | Systematische Gesetzessammlung Chronologische Gesetzessammlung 1832–                                                                  | SGS                    |
| Basel-Stadt            | CH-BS  | Systematische Gesetzessammlung Chronologische Gesetzessammlung 1803– Kantonsblatt 1913–                                               | GS KBl                 |
| Bern                   | CH-BE  | Bernische systematische Gesetzessammlung Bernische amtliche Gesetzessammlung 1803– Amtsblatt des Kantons Bern 1832–                   | BSG/RSB BAG/ROB ABl/FO |
| Freiburg               | CH-FR  | Systematische Gesetzessammlung des Kantons Freiburg Amtliche Sammlung des Kantons Freiburg 1803– Amtsblatt des Kantons Freiburg 1808– | SGF/RSF ASF/ROF ABl/FO |
| Genf                   | CH-GE  | Recueil systématique genevois | rs/GE                  |
| Glarus                 | CH-GL  | Sammlung der behördlichen Erlasse 1976–                                                                                               | SBE                    |
| Graubünden             | CH-GR  | Bündner Rechtsbuch Amtliche Gesetzessammlung 1837?– Amtsblatt 1847–                                                                   | BR AGS ABl             |
| Jura                   | CH-JU  | Recueil systématique jurassien | RSJU                   |
| Luzern                 | CH-LU  | Systematische Rechtssammlung Gesetzessammlung 1848– Kantonsblatt 1883–                                                                | SRL GS KBl             |
| Neuenburg              | CH-NE  | Recueil systématique de la législation neuchâteloise                                                                                  | RSN                    |
| Nidwalden              | CH-NW  | Nidwaldner Gesetzessammlung | NG                     |
| Obwalden               | CH-OW  | Gesetzesdatenbank | GDB                    |
| Schaffhausen           | CH-SH  | Schaffhauser Rechtsbuch | SHR                    |
| Schwyz                 | CH-SZ  | Systematische Gesetzsammlung Fortlaufende Gesetzsammlung 1848?– Amtsblatt 1848–                                                       | SRSZ GS ABl            |
| Solothurn              | CH-SO  | Bereinigte Gesetzessammlung | BGS                    |
| St. Gallen             | CH-SG  | Systematische Gesetzessammlung Gesetzessammlung 1817–                                                                                 | sGS GS                 |
| Tessin                 | CH-TI  | Raccolta delle leggi Bollettino ufficiale delle leggi 1875– Foglio ufficiale 1844?–                                                   | RL BU FU               |
| Thurgau                | CH-TG  | Rechtsbuch Kanton Thurgau | RB                     |
| Uri                    | CH-UR  | Urner Rechtsbuch | RB                     |
| Waadt                  | CH-VD  | Recueil systématique de la législation vaudoise                                                                                       | RSV                    |
| Wallis                 | CH-VS  | Systematischen Gesetzessammlung | SGS/RS                 |
| Zug                    | CH-ZG  | Bereinigte Gesetzessammlung Amtliche Sammlung 1803–                                                                                   | BGS GS                 |
| Zürich                 | CH-ZH  | Zürcher Loseblattsammlung Offizielle Gesetzessammlung 1831– Amtsblatt des Kantons Zürich 1834–                                        | LS OS ABl              |

Siehe auch LexFind